# Canton de Morne-à-l'Eau
Le canton de Morne-à-l'Eau est une circonscription électorale française située dans le département et région de la Guadeloupe.

## Histoire
Un nouveau découpage territorial de la Guadeloupe entre en vigueur à l'occasion des premières élections départementales suivant le décret du 24 février 2014. Les conseillers départementaux sont, à compter de ces élections, élus au scrutin majoritaire binominal mixte. Les électeurs de chaque canton élisent au Conseil départemental, nouvelle appellation du Conseil général, deux membres de sexe différent, qui se présentent en binôme de candidats. Les conseillers départementaux sont élus pour 6 ans au scrutin binominal majoritaire à deux tours, l'accès au second tour nécessitant 12,5 % des inscrits au 1er tour. En outre la totalité des conseillers départementaux est renouvelée. Ce nouveau mode de scrutin nécessite un redécoupage des cantons dont le nombre est divisé par deux avec arrondi à l'unité impaire supérieure si ce nombre n'est pas entier impair, assorti de conditions de seuils minimaux. Dans la Guadeloupe, le nombre de cantons passe ainsi de 40 à 21.
Le canton de Morne-à-l'Eau est formé de la commune de Morne-à-l'Eau. Il est entièrement inclus dans l'arrondissement de Pointe-à-Pitre. Le bureau centralisateur est situé à Morne-à-l'Eau.

## Représentation
| Période élective | Période élective | Mandat | Mandat           | Identité                     | Nuance | Nuance | Qualité |
| ---------------- | ---------------- | ------ | ---------------- | ---------------------------- | ------ | ------ | --- |
| 2015             | 2021             | 2015   | 2016 (démission) | Jean Bardail                 |        | DVG    | Exploitant agricole Adjoint au maire de Morne-à-l'Eau, conseiller régional, membre du GUSR Ancien conseiller général du Canton de Morne-à-l'Eau-2 (1985-1993 et 2004-2015) |
| 2015             | 2021             | 2015   | 2021             | Marie-Chantale Saint-Sauveur |        | DVG    | Cadre à la Sécurité sociale Conseillère municipale de Morne-à-l'Eau, membre du GUSR                                                                                        |
| 2015             | 2021             | 2016   | 2021             | Jean Dartron                 |        | DVG    | Cadre de la fonction publique - Conseiller municipal de Morne-à-l'Eau, membre du GUSR                                                                                      |
| 2021             | 2028             | 2021   | en cours         | Jean Dartron                 |        | DVG    | Conseiller sortant |
| 2021             | 2028             | 2021   | en cours         | Nadia Négrit                 |        | DVG    | Directrice de l'Ecole supérieure du professorat et de l'éducation de la Guadeloupe, conseillère municipale de Morne-à-l'Eau, membre du GUSR                                |

### Résultats détaillés

#### Élections de mars 2015
À l'issue du 1er tour des élections départementales de 2015, deux binômes sont en ballottage : Jean Bardail et Marie-Chantale Saint-Sauveur (DVG, 48,87 %) et Georges Hermin et Sandra Manette (PS, 42,62 %). Le taux de participation est de 40,65 % (5 488 votants sur 13 501 inscrits) contre 44,45 % au niveau départemental et 50,17 % au niveau national.
Au second tour, Jean Bardail et Marie-Chantale Saint-Sauveur (DVG) sont élus avec 51,08 % des suffrages exprimés et un taux de participation de 55,40 % (3 601 voix pour 7 479 votants pour 13 500 inscrits).

#### Élections de juin 2021
Le premier tour des élections départementales de 2021 est marqué par un très faible taux de participation (33,26 % au niveau national). Dans le canton de Morne-à-l'Eau, ce taux de participation est de 31,2 % (4 227 votants sur 13 547 inscrits) contre 30,59 % au niveau départemental. À l'issue de ce premier tour, deux binômes sont en ballottage : Jean Dartron et Nadia Negrit (DVC, 45,6 %) et Kothy, Victoire Jasmin et Ketty, Guetty Labuthie (PS, 24,81 %).
Le second tour des élections est marqué une nouvelle fois par une abstention massive équivalente au premier tour. Les taux de participation sont de 34,36 % au niveau national, 37,59 % dans le département et 38,16 % dans le canton de Morne-à-l'Eau. Jean Dartron et Nadia Negrit (DVC) sont élus avec 63,91 % des suffrages exprimés (3 000 voix pour 5 167 votants et 13 542 inscrits),,.

## Composition
Le canton de Morne-à-l'Eau comprend une commune entière.
| Nom                                   | Code Insee | Intercommunalité        | Superficie (km2) | Population (dernière pop. légale) | Densité (hab./km2) | Modifier                                    |
| ------------------------------------- | ---------- | ----------------------- | ---------------- | --------------------------------- | ------------------ | ------------------------------------------- |
| Morne-à-l'Eau (bureau centralisateur) | 97116      | CA du Nord Grande-Terre | 64,50            | 15 839 (2022)                     | 246                | modifier les données · modifier les données |
| Canton de Morne-à-l'Eau               | 97112      |                         |                  | 15 839 (2022)                     |                    | modifier les données                        |

## Démographie
En 2022, le canton comptait 15 839 habitants, en évolution de −8,38 % par rapport à 2016 (Guadeloupe : −2,67 %, France hors Mayotte : +2,11 %).
| 2013   | 2018   | 2022   |
| ------ | ------ | ------ |
| 17 046 | 16 875 | 15 839 |